# 陳弘璟
陳弘璟，藝名浩克（1988年4月8日—），健美選手、健身教練，因與藝人好友周杰倫合作密切而知名。

## 比賽經歷
- 2009年全國大專盃健美比賽全量級總冠軍，並獲選為大專先生。
- 亞洲盃健美錦標賽青少年組第五名

## 代言
- 波蜜果菜汁
- 健生中醫
- 「海之言」運動飲料

## 電影
- 《那些年，我們一起追的女孩》（2011年，飾演 孝綸，導演：九把刀）
- 《天台》（2013年，飾演 巧克力，導演：周杰倫）

## MV
- 周杰倫《烏克麗麗》
- 周杰倫《不愛我就拉倒》
- 韋禮安《清爽UP》

## 外部連結
- 浩克爸爸
- 浩克Facebook粉絲團
- 浩克xuite日誌  （页面存档备份，存于）